# Ennstal zwischen Liezen und Niederstuttern
Ennstal zwischen Liezen und Niederstuttern este o arie protejată (arie de protecție specială avifaunistică — SPA) din Austria întinsă pe o suprafață de 2.562,46 ha, integral pe uscat.

## Localizare
Centrul sitului Ennstal zwischen Liezen und Niederstuttern este situat la coordonatele 47°31′09″N 14°05′45″E / 47.5192°N 14.0958°E.

## Înființare
Situl Ennstal zwischen Liezen und Niederstuttern a fost declarat arie de protecție specială avifaunistică în iunie 2006 pentru a proteja 63 de specii de animale.

## Biodiversitate
Situată în ecoregiunea alpină, aria protejată conține 10 habitate naturale: Lacuri eutrofice naturale cu vegetație de tip Magnopotamion sau Hydrocharition, Pajiști cu Molinia pe soluri calcaroase, turboase sau argilos-nămoloase (Molinion caeruleae), Liziere de ierburi înalte hidrofile de câmpie și de nivel montan până la alpin, Fânețe de joasă altitudine (Alopecurus pratensis, Sanguisorba officinalis), Mlaștini oligotrofe degradate, capabile încă de regenerare naturală, Mlaștini turboase de tranziție și turbării mișcătoare, Mlaștini alcaline, Pante stâncoase calcaroase cu vegetație casmofită, Mlaștini împădurite, Păduri aluvionare cu Alnus glutinosa și Fraxinus excelsior (Alno-Padion, Alnion incanae, Salicion albae).
La baza desemnării sitului se află mai multe specii protejate de  păsări (63): uliu păsărar (Accipiter nisus), lăcar mare (Acrocephalus arundinaceus), lăcar-de-rogoz (Acrocephalus schoenobaenus), lăcar-de-lac (Acrocephalus scirpaceus), fluierar de munte (Actitis hypoleucos), ciocârlie-de-câmp (Alauda arvensis), pescăruș albastru (Alcedo atthis), rață pitică (Anas crecca), fâsă de luncă (Anthus pratensis), fâsă de pădure (Anthus trivialis), stârc cenușiu (Ardea cinerea), ciuf-de-pădure (Asio otus), rață-cu-cap-castaniu (Aythya ferina), rața moțată (Aythya fuligula), buha (Bubo bubo), mugurar roșu (Carpodacus erythrinus),  prundaș gulerat mic (Charadrius dubius), erete de stuf (Circus aeruginosus), erete vânăt (Circus cyaneus), erete cenușiu (Circus pygargus), porumbel de scorbură (Columba oenas), prepeliță (Coturnix coturnix), cristeiul de câmp (Crex crex), lăstun de casă (Delichon urbica), ciocănitoare neagră (Dryocopus martius), presură sură (Emberiza calandra), presură de stuf (Emberiza schoeniclus), șoim de iarnă (Falco columbarius), șoim călător (Falco peregrinus), șoimul rândunelelor (Falco subbuteo), vânturel de seară (Falco vespertinus), becațină comună (Gallinago gallinago), găinușă de baltă (Gallinula chloropus), rândunică (Hirundo rustica), capîntortură (Jynx torquilla), sfrâncioc roșiatic (Lanius collurio), sfrâncioc mare (Lanius excubitor), pescăruș râzător (Larus ridibundus), grelușelul-de-tufiș (Locustella fluviatilis), grelușel-de-zăvoi (Locustella luscinioides), Locustella naevia, privighetoare (Luscinia megarhynchos), ferestrașul mare (Mergus merganser), gaia neagră (Milvus migrans), gaia roșie (Milvus milvus), codobatura galbenă (Motacilla flava), pietrar sur (Oenanthe oenanthe), ciuf-pitic (Otus scops), viespar (Pernis apivorus), cormoran mare (Phalacrocorax carbo), codroșul de pădure (Phoenicurus phoenicurus), ciocănitoare verzuie (Picus canus), cresteț cenușiu (Porzana parva), cristei de baltă (Rallus aquaticus), lăstun de mal (Riparia riparia), mărăcinar (Saxicola rubetra), mărăcinar negru (Saxicola torquatus), sitar de pădure (Scolopax rusticola), turturică (Streptopelia turtur), silvie de câmp (Sylvia communis), fluierarul de zăvoi (Tringa ochropus), pupăză (Upupa epops), nagâț (Vanellus vanellus).
Pe lângă speciile protejate, pe teritoriul sitului au mai fost identificate 3 specii de păsări.